# Palinuro de México
Palinuro de México es la segunda novela del escritor mexicano Fernando del Paso, publicada en 1977 y ganadora del Premio Rómulo Gallegos en 1982.
La obra carece de un argumento o una trama propiamente dicha. A grandes rasgos, relata la historia y las andanzas de Palinuro, estudiante de medicina que vive en una pensión de la Plaza de Santo Domingo con su prima Estefanía, con la que mantiene una relación amorosa. El protagonista es parcialmente autobiográfico, ya que del Paso también fue en su juventud un estudiante de medicina, pero abandonó la carrera cuando se dio cuenta de que no soportaba ver los cuerpos muertos y el olor de la sangre. En palabras del autor, Palinuro es "el personaje que fui y quise ser y el que los demás creían que era y también el que nunca pude ser aunque quise serlo".
El tono de la novela es lúdico, rabelesiano,  abunda en juegos de palabras, aliteraciones, retruécanos, imágenes surrealistas y referencias de todo tipo, desde la historia hasta la literatura y el cine. Del Paso ha señalado que esta es su novela preferida.

## Recepción
Fue traducida al francés por Michel Bibard y publicada en la editorial Fayard en 1985.

## Premios
- 1982 - Premio Rómulo Gallegos
- 1985 - Prix du Meilleur livre étranger, Francia[2]